# Eclectic (Alabama)
Eclectic is een plaats (town) in de Amerikaanse staat Alabama, en valt bestuurlijk gezien onder Elmore County.

## Demografie
Bij de volkstelling in 2000 werd het aantal inwoners vastgesteld op 1037.
In 2006 is het aantal inwoners door het United States Census Bureau geschat op 1134, een stijging van 97 (9,4%).

## Geografie
Volgens het United States Census Bureau beslaat de plaats een oppervlakte van
11,1 km², waarvan 11,0 km² land en 0,1 km² water. Eclectic ligt op ongeveer 196 m boven zeeniveau.

## Plaatsen in de nabije omgeving
De onderstaande figuur toont de plaatsen in een straal van 32 km rond Eclectic.